# دهستان مبارک‌آباد
دهستان مبارک‌آباد نام دهستانی در بخش مرکزی شهرستان قیر و کارزین، استان فارس در ایران است. براساس سرشماری مرکز آمار ایران در سال ۱۳۹۵، جمعیت آن ۴۲۴۴ تن (۱۲۴۹ خانوار) بوده‌است.